# Парк Кароля I
Парк Кароля I (рум. Parcul Carol I) — парк в Секторе 4 города Бухарест, назван в честь короля Румынии, Кароля I. Французский сад, расположенный в южно-центральном районе Бухареста, частично на Филаретовском холме, при коммунистическом режиме претерпел сильные изменения, в том числе был переименован в Парк Свободы.
Парк официально внесен в список исторических памятников с 2004 года. Управление парком осуществляется в основном мэрией Бухареста, но все памятники находятся в ведении Министерства культуры и по делам религий.

## История

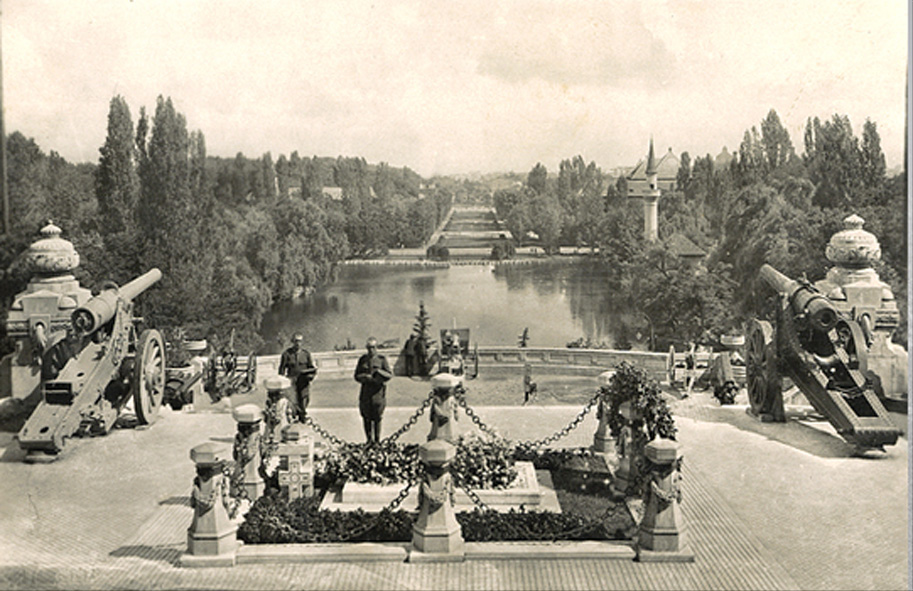
Могила неизвестного солдата в парке, 1920-е или 1930-е годы.

Парк был спроектирован французским художником-пейзажистом Эдуардом Редонтом в 1900 году на Филаретовом холме под руководством президента Румынской академии Константина Истрати. Он был торжественно открыт в 1906 году, в 40-ю годовщину коронации короля Кароля I. Первоначальная площадь парка составляла 36 гектаров, включая озеро Филарет площадью 20 000 м². В нем проходила Бухарестская выставка 1906 года, и в нем было множество павильонов и зданий, из которых сохранились только Технический музей и Римские арены под открытым небом.
В парке когда-то стояли бюсты Иоана Лаховари и Константина Истрати, но после 1948 года их заменили бюстами Джордже Кошбука, Александру Сахии, Николае Бельческу (эти трое-Константин Бараски) и «поэта-сапожника» Теодора Некулуца (Э. Меряну), которые сохранились и по сей день.
Могила Неизвестного солдата, открытая в 1923 году в память о румынских солдатах, погибших в Первой мировой войне, была демонтирована и перенесена в 1958 году в город Мэрэшешти, на ее месте был построен Мавзолей Героев-коммунистов (см. ниже). В 1991 году она была возвращена в парк, а в 2007 году снова перенесена ближе к своему первоначальному местоположению.

## Достопримечательности
В паре есть несколько памятников, такие как Мавзолей, фонтаны «Кантакузино» (построен в 1870 году) и «Шахты и карьеры», статуи гигантов, фонтан Зодиака (1934), технический музей (открыт в 1909) и памятник в виде небольшой мечети, построенной в 1923 году в знак примирения между христианством и исламом. Также в парке находятся Римская арена под открытым небом и Астрономический институт Румынской академии.

### Мавзолей
Мавзолей парка Кароля I, известный во времена коммунистического режима как «Памятник Героям за свободу Народа и Родины, за социализм», расположен на плато. Ранее здесь располагался Дворец искусств, а позже Военный музей с передним фонтаном.
Мавзолей был построен в честь революционеров-социалистов. Спроектированный архитекторами Хорией Майку и Николае Куку, он был торжественно открыт 30 декабря 1963 года, в 16-ю годовщину СР Румынии.
Основание круглое и покрыто черным гранитом. Над ним возвышаются пять узких арок, покрытых красным гранитом. Внутри основания находится ротонда, облицованная плитами из красного гранита, потолок украшен золотой мозаикой. До Румынской революции 1989 года в ротонде находились склепы коммунистических лидеров Петру Грозы, Георге Георгиу-Дежа и Константина Иона Пархона. Полукругом вокруг памятника находились склепы, в которых находились останки ряда социалистических деятелей, таких как Штефан Георгиу (профсоюзный деятель), Ион К. Фриму, Леонтин Салэян, Александру Могиорош и других. Справа от памятника находился полуцикл с погребальными урнами деятелей времён социализма, в том числе Георге Василеску-Вася, Константин Давид, Ада Маринеску, Панаит Музою, Барбу Лэзэряну, Симион Стойлов и Михаил Макавей.
Когда он был построен, на верхней террасе рядом с памятником, в гранитной амфоре, горел вечный огонь. Это было сделано для того, чтобы сохранить память о тех, кто сражался от имени рабочего класса.
В 1991 году мавзолей приобрел новое назначение, когда коммунистов перехоронили. Их заменили останки солдат, павших в Первую мировую войну, привезенные из мавзолея Мэрэшешти. Мавзолей и памятник перед ним были посвящены Неизвестному солдату. Ротонда остается закрытой для публики, и охрана выставлена для предотвращения приближения посетителей.
В 2005 году на реконструкцию памятника из государственного бюджета было выделено 1,97 миллиарда старых леев, хотя в 2004 году он был исключен из списка исторических памятников.

### Технический музей Димитрие Леонида
Был основан в 1909 году, румынским учёным Дмитрие Леонида, вдохновлён Мюнхенским Немецким музеем который Дмитрие посетил во время учебы в Берлинском техническом университете.

### Мост Гогу Константинеску

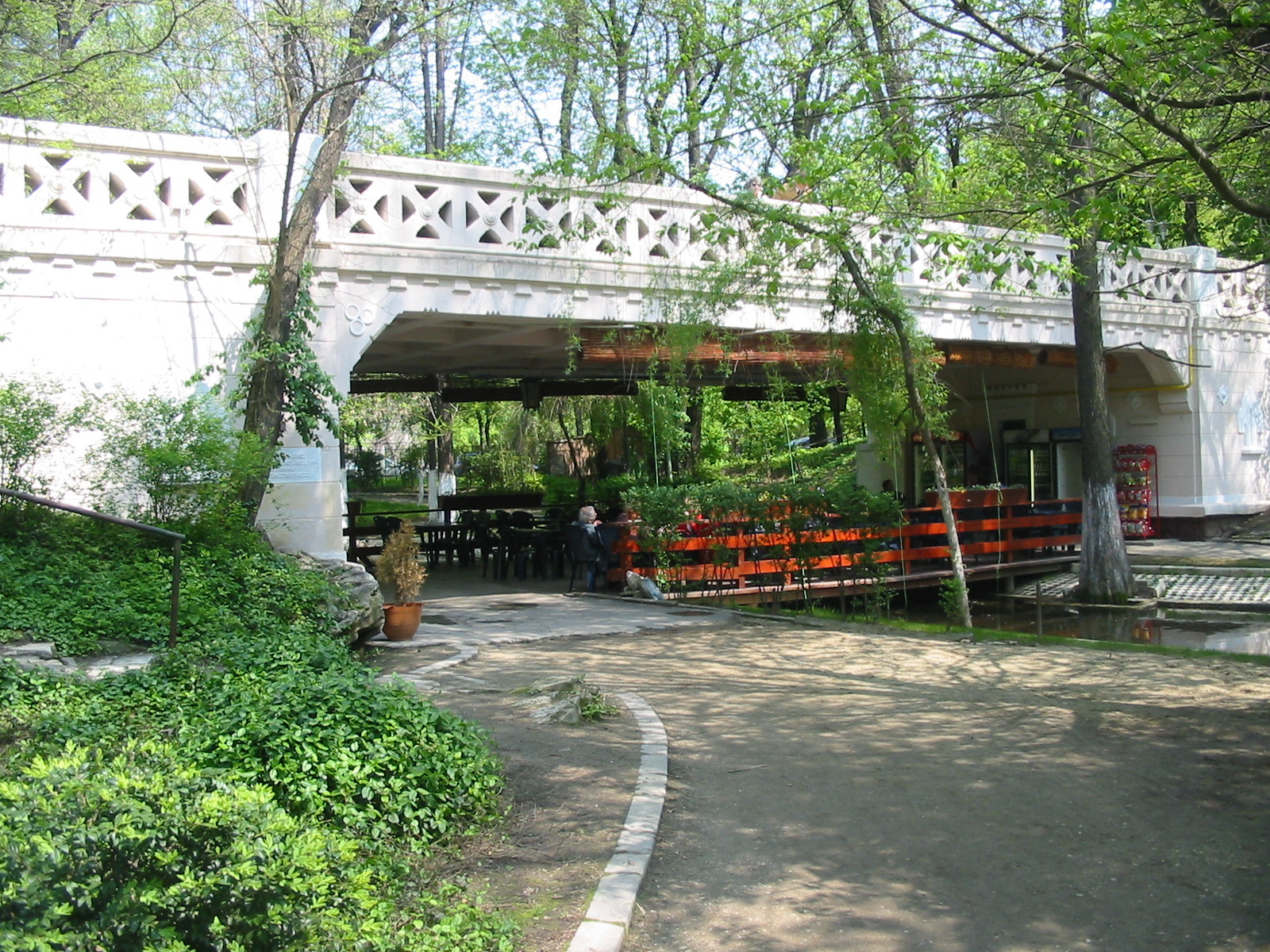
Мост Гогу Константинеску.

Бетонный мост, спроектирован Гогу Константинеску и возведён в 1906 году.

### Статуи Гигантов
Две статуи Гигантов расположены по бокам главной дорожки парка недалеко от площади 11 июня вход. высотой 3,5 м и на расстоянии 50 м друг от друга они образуют линию, перпендикулярную дорожке, и изображают двух обнаженных юношей. На одном из них изображен молодой человек с напряженным взглядом. Его голова опущена, правое плечо вывернуто, он опирается на левую руку, правую он держит за спиной, а ноги согнуты. На другой статуе молодой человек склоняет голову к левому плечу, его туловище изогнуто, и он опирается на левую руку, в то время как правая находится за спиной.
Сначала статуи располагались перед Дворцом искусств и искусственной пещерой перед ним. Грот назывался «Грот великанов» или «Заколдованный грот» , так как за ним наблюдали два великана и Спящая красавица. Три статуи изображали персонажей легенды, в которой близнецы, влюбленные в одну и ту же женщину, были превращены в камень из-за их неразделенной любви, в то время как объектом их любви стал водопад. В то время гиганты были выставлены один перед другим, а посередине лежала спящая красавица.
Филип Марин изваял Спящую красавицу; Димитри Пасиуря и Фредерик Сторк были ответственны за гигантов. Первые были выполнены из мрамора, вторые-из камня Руссе.

### Римская арена
Римская арена, театр под открытым небом, построенный архитектором Леонидой Негреску и Ингом. Эли Раду, изначально предназначались как для спортивных, так и для культурных мероприятий. После реконструкции в 1968 году они могут вместить около 5000 зрителей и в настоящее время используются в качестве места проведения концертов.

## Реакция со стороны общества
Парк привлек внимание нации в 2003 году, когда правительство Румынии согласилось выделить 52 700 м² Румынской православной церкви для проекта «Собор национального искупления». Собор, хотя и был популярен среди граждан и поддерживался правительством, но вызвал критику, потому что он должен был быть размещен на месте мавзолея.
Замена мавзолея церковью была воспринята некоторыми как избавление от болезненных воспоминаний, подобно удалению других коммунистических статуй и символов. С другой стороны, утверждалось, что это послужило напоминанием о борьбе Румынии за демократию. Кроме того, здание рассматривалось как памятник архитектуры и вызвало протесты румынских архитекторов. С тех пор место собора было перенесено рядом с Дворцом парламента.